# Nalmuisenrivier (Vittangirivier)
De Nalmuisenrivier  (Zweeds: Nalmuisenjoki) is een beek die stroomt in de Zweedse  gemeente Kiruna. De beek verzorgt de afwatering van het Nalmuisenjärvi (16 hectare groot). Ze stroomt naar het zuiden en levert haar water in bij de Maattarivier.
Afwatering: Nalmuisenrivier → Maattarivier → Vittangirivier → Torne → Botnische Golf